# سینما، آسپرین‌ها و کرکس‌ها
سینما، آسپرین‌ها و کرکس‌ها (پرتغالی: Cinema, Aspirinas e Urubus) فیلمی در ژانر ماجراجویی به کارگردانی مارسلو گومز است که در سال ۲۰۰۵ منتشر شد.